# Armenische Studien
Die Armenischen Studien, auch bezeichnet als Armenistik oder Armenologie, widmen sich der Erforschung der armenischen Kultur, Geschichte und Sprache.

## Gegenstand
Armenische Studien bilden ein interdisziplinäres Forschungsgebiet, das sich der wissenschaftlichen Untersuchung der armenischen Sprache, Kultur(en), Geschichte und Gesellschaft(en) widmet. Forschungen finden oft in den Disziplinen der Sprach- und Literaturwissenschaft, der Kultur- und Sozialwissenschaft, der Theologie und Religionswissenschaft, oder der Geschichts-, Kunst- und Politikwissenschaften statt.

## Lehrstühle und Studienmöglichkeiten (Auswahl)
(Angaben mit dem Stand vom Februar 2024 von den jeweiligen Webpräsenzen)
- Bulgarien: Universität Sofia – „Armenian and Caucasus Studies“ (B.A.) an der Fakultät für Klassische und Moderne Philologie
- Deutschland:
  - Martin-Luther-Universität Halle-Wittenberg – armenologische Anteile im Fach „Wissenschaft vom Christlichen Orient“ (B.A. und M.A.), daneben verfügt die Universität über die deutschlandweit einzigartige „MESROP Arbeitsstelle für Armenische Studien“
  - Friedrich-Schiller-Universität Jena – „Kaukasiologie/Kaukasusstudien“ (M.A.) am Institut für Slawistik und Kaukasusstudien, enthält ein Semester mit dem Schwerpunkt Armenistik, das am Seminar Christlicher Orient und Byzanz der Martin-Luther-Universität Halle-Wittenberg stattfindet
- Libanon: Haigazian-Universität – „Armenian Studies“ (B.A.)
- Vereinigtes Königreich: University of Oxford – „MSt in Classical Armenian Studies“
- Vereinigte Staaten:
  - California State University, Fresno – „Armenian Studies, Minor“
  - California State University, Northridge – „Armenian (Minor)“, sprachlicher Schwerpunkt, sowie „Languages and Cultures“ (Major) mit Schwerpunkt Armenisch
  - Rutgers University – Westarmenisch-Sprachkurs (zwei Semester) im Rahmen des „Armenian Studies Program“
  - University of California, Berkeley – „Armenian Studies“ (Minor), sowie „Russian/East European/Eurasian Languages and Cultures“ (Major) mit Schwerpunktmöglichkeit auf Armenisch, beide Programme im Rahmen des „Department of Slavic Languages and Literatures“
  - University of California, Los Angeles – „Armenian Studies Minor“, daneben Sprachkurse in modernem Westarmenisch und „klassischem“ Armenisch

## Zeitschriften
| Titel                                                               | Publiziert seit | Herausgeber                                          | Ort                          |
| ------------------------------------------------------------------- | --------------- | ---------------------------------------------------- | ---------------------------- |
| Asgagrakan Handes (Ազգագրական հանդէս)                               | 1895–1916       | Jerwand Lalajan                                      | Tiflis, Georgien, zuvor Şuşa |
| Banber Jerevani Hamalsarani                                         | 1967—           | Staatliche Universität Jerewan                       | Jerewan, Armenien            |
| Basmavep (Բազմավէպ)                                                 | 1843—           | Mechitaristische Kongregation                        | Venedig, Italien             |
| Edschmiazin Amsagir (Weiterführung von Ararat)                      | 1868/1944—      | Mutterkirche von Etschmiadsin                        | Wagharschapat, Armenien      |
| Haigazian Armenological Review (Հայկազյան հայագիտական հանդես)       | 1970—           | Haigazian-Universität                                | Beirut, Libanon              |
| Handes Amsorya (Հանդէս Ամսօրեայ)                                    | 1887—           | Mechitaristische Kongregation                        | Wien, Österreich             |
| Hask Armenological Review (Հասկ Հայագիտական Հանդէս)                 | —               | Katholikat von Kilikien                              | Antelias, Libanon            |
| Journal of Armenian Studies                                         | 1975—           | National Association for Armenian Studies & Research | Belmont, Massachusetts, USA  |
| Journal of the Society of Armenian Studies                          | 1984—           | California State University, Fresno                  | Fresno, Kalifornien, USA     |
| Lraber Hasarakakan Gitutjunneri (Լրաբեր հասարակական գիտությունների) | 1940—           | Armenische Nationale Akademie der Wissenschaften     | Jerewan, Armenien            |
| Patma-Banasirakan Handes (Պատմա-Բանասիրական Հանդես)                 | 1958—           | Armenische Nationale Akademie der Wissenschaften     | Jerewan, Armenien            |
| Revue des Études Arméniennes                                        | 1920—           | Universität von Paris                                | Paris, Frankreich            |
| St. Nersess Theological Review                                      | 1996—           | St. Nersess Armenian Seminary                        | Armonk, New York, USA        |

## Bekannte Forscherinnen und Forscher auf dem Feld der Armenischen Studien
(Liste alphabetisch)
- Manuk Abeghjan (1865–1944), Literatur- und Volkskundler
- Rouben Paul Adalian, Direktor des Armenian National Institute in Washington, D.C., Professor an der Elliott School of International Affairs der George Washington University und an der Johns Hopkins University
- Hratschia Adscharjan (1876–1953), Linguist, Etymologe, Philologe
- Nicholas Adontz (1871–1942), Historiker
- Armen Aiwasjan (* 1964), Historiker und Politikwissenschaftler
- Sen Arewschatjan (1928–2014), Historiker
- Sebouh David Aslanian, Historiker an der UCLA, Richard Hovannisian-Stiftungslehrstuhl für moderne armenische Geschichte
- Stephan Astourian, Professor für Geschichte und Direktor des Programms für Armenische Studien an der University of California, Berkeley
- Arakel Babachanjan (Pseudonym Leo) (1860–1932), Historiker
- Walter Bachmann (1883–1958), Architekturhistoriker, Reisender und Denkmalpfleger
- Arzwi Bachtschinjan (* 1971), Philologe und Filmwissenschaftler
- Wahan Baiburdjan (* 1933), Historiker
- Peter Balakian (* 1951), Dichter, Schriftsteller und Wissenschaftler
- Hagop Barsoumian (1936–1986), Historiker
- Hratsch Bartikjan (1927–2011), Wissenschaftler
- Karapet Basmadschjan (1864–1942), Historiker
- Robert Pierpont Blake (1886–1950)
- George Bournoutian (1943–2021), Historiker am Iona College
- Peter Charanis (1908–1985), Byzantinist und Professor für Geschichte
- Hranusch Charatjan (* 1952), Ethnographin
- S. Peter Cowe, Narekatsi-Professor für Armenische Studien an der UCLA
- Vahakn N. Dadrian (1926–2019), Soziologe, Historiker, Genozidforscher
- Jaroslaw Daschkewytsch (1926–2010), Archäograph, Archivar, Historiker, studierte kiptschak-armenische Dokumente
- Sirarpie Der Nersessian (1896–1989), Kunsthistoriker
- Anaïd Donabédian-Demopoulos (* 1962), Linguistin
- Charles Dowsett (1924–1998)
- Armenuhi Drost-Abgarjan (* 1955), Literaturwissenschaftlerin, Orientalistin und Professorin für Armenologie
- Alexei Dschiwelegow (1875–1952), Historiker
- Edward Dschrbaschjan (1923–1999), Literaturkritiker
- Paul Essabal, Linguist
- Rouben Galichian (* 1938), Kartograph und Kartenforscher
- Nina Garsoïan (1923–2022), Historikerin und Professorin
- Grigor Ghapanzjan (1887–1957)
- Hermann Goltz (1946–2010), Theologe, Lepsius-Forscher
- Vartan Gregorian, (1934–2021), Historiker
- John A. C. Greppin (1937–2016)
- Armen Haghnazarian (1941–2009), Architekturexperte
- Edmund Herzig, Historiker
- Robert H. Hewsen (1934–2018), Professor für Geschichte am Rowan College
- Tessa Hofmann (* 1949), Historikerin
- Richard Hovannisian (1932–2023), Professor für armenische und nahöstliche Geschichte, UCLA
- Suren Jeremjan (1908–1992), Historiker und Kartograf
- Karen Jusbaschjan (1927–2009), Historiker und Orientalist
- Aschcharbek Kalantar (1884–1942), Archäologe
- Samwel Karapetjan (1961–2020), Historiker, Spezialist für mittelalterliche Architektur
- Raymond Haroutioun Kévorkian (* 1953), Historiker
- Dickran Kouymjian (* 1934), Schriftsteller, Verleger, Herausgeber und Historiker
- Vahan Kurkjian (1863–1961), Historiker
- David Marshall Lang (1924–1991)
- Gerard Libaridian (* 1945), Historiker
- Theo van Lint (* 1957), Calouste-Gulbenkian-Professor für Armenische Studien an der University of Oxford
- Stepan Malchasjanz (1857–1947), Philologe, Linguist und Lexikograf
- Christina Maranci, Kunst- und Architekturhistorikerin, Tufts University
- Josef Markwart (1864–1930), Historiker und Orientalist
- Nikolai Jakowlewitsch Marr (1865–1934), Historiker, Archäologe und Linguist
- Vartan Matiossian (* 1964), Historiker
- Mary Kilbourne Matossian (1930–2023), Historikerin
- Antoine Meillet (1866–1936), Linguist
- Claude Mutafian (* 1942), Historiker
- Louise Nalbandian (1926–1974), Historikerin
- Vrej Nersessian (* 1948), Pfarrer und Kurator
- Joseph Orbeli (1887–1961), Orientalist
- Razmik Panossian (* 1964), Politologe und Historiker
- Dennis Papazian (1931–2023), Professor und Gründungsdirektor des Armenian Research Center an der University of Michigan-Dearborn
- Simon Payaslian, Professor für Geschichte an der Boston University
- James R. Russell (* 1953)
- Alexander Sahinjan (1910–1982), Architekturhistoriker
- Ara Sanjian, Historiker
- Gagik Sargsjan (1926–1998), Historiker
- Michael E. Stone (* 1938), Professor für Armenische Studien und Vergleichende Religionswissenschaft an der Hebräischen Universität Jerusalem
- Ronald Grigor Suny (* 1940), Historiker
- Aram Ter-Ghewondjan (1928–1988), Historiker
- Jean-Michel Thierry (1916–2011)
- Robert W. Thomson (1934–2018)
- Toros Toramanjan (1864–1934), Architekturhistoriker
- Cyrille Toumanoff (1913–1997)
- Giusto Traina (* 1959)
- Bagrat Ulubabjan (1925–2001), Schriftsteller und Historiker
- Bert Vaux (* 1968), Linguist an der Universität von Cambridge, Experte für armenische Dialekte
- Christopher J. Walker (1942–2017), Historiker
- Boghos Lévon Zékian, armenisch-katholischer Erzbischof und Professor

## Buchreihen
- Robert Phenix; Cornelia Horn: Fifty-One Armenian Antiphons Attributed to Ephraem the Syrian. The First Complete English Translation of the Armenian Text with Comments on the Syriac Vorlage. Eastern Mediterranean Texts and Contexts 6, Armenian Texts and Studies 1. Abelian Academic, An Imprint of The Abelian Group, Chesterfield, Missouri, 2024, ISBN 978-1-950116-08-9 bzw. ISBN 978-1-950116-07-2.